# Stazione meteorologica di Rocca di Papa
La stazione meteorologica di Rocca di Papa è la stazione meteorologica di riferimento relativa alla località di Rocca di Papa.

## Coordinate geografiche
La stazione meteorologica è situata nell'Italia centrale, in provincia di Roma, nel comune di Rocca di Papa, a 685 metri s.l.m. e alle coordinate geografiche 41°45′N 12°41′E.

## Dati climatologici
Secondo i dati medi del trentennio 1961-1990, la temperatura media del mese più freddo, gennaio, è di +3,8 °C, mentre quella dei mesi più caldi, luglio e agosto, si attesta a +20,6 °C .
| Rocca di Papa      | Mesi | Mesi | Mesi | Mesi | Mesi | Mesi | Mesi | Mesi | Mesi | Mesi | Mesi | Mesi | Stagioni | Stagioni | Stagioni | Stagioni | Anno |
| Rocca di Papa      | Gen  | Feb  | Mar  | Apr  | Mag  | Giu  | Lug  | Ago  | Set  | Ott  | Nov  | Dic  | Inv      | Pri      | Est      | Aut      | Anno |
| ------------------ | ---- | ---- | ---- | ---- | ---- | ---- | ---- | ---- | ---- | ---- | ---- | ---- | -------- | -------- | -------- | -------- | ---- |
| T. max. media (°C) | 6,3  | 7,2  | 10,0 | 13,4 | 17,2 | 22,2 | 24,7 | 24,5 | 21,3 | 17,3 | 11,7 | 8,1  | 7,2      | 13,5     | 23,8     | 16,8     | 15,3 |
| T. min. media (°C) | 1,2  | 1,6  | 3,4  | 6,5  | 9,4  | 13,8 | 16,6 | 16,8 | 13,9 | 10,9 | 5,9  | 2,9  | 1,9      | 6,4      | 15,7     | 10,2     | 8,6  |